# فرودگاه صحرایی هتباکس
فرودگاه صحرایی هتباکس (به انگلیسی: Hatbox Field) یک فرودگاه همگانی با کد یاتا HAX است که یک باند فرود آسفالت دارد و طول باند آن ۱۱۵۸ متر است. این فرودگاه در کشور ایالات متحده آمریکا قرار دارد و در ارتفاع ۱۹۱ متری از سطح دریا واقع شده‌است.